# Josef Řezníček
Josef Řezníček (* 30. listopadu 1966 Plzeň) je bývalý český hokejový obránce.
Byl rekordmanem v počtu odehraných zápasů v československé a české nejvyšší hokejové soutěži - jako první v historii překonal hranici 1000 zápasů. Je mistrem české extraligy 1993/94 a 2008/2009. Byl v sestavě ČSFR, která skončila na celkovém 6. místě na mistrovství světa v hokeji v roce 1991. Po zisku titulu v roce 2009 ukončil aktivní kariéru. V roce 2010 krátce působil jako asistent trenéra v klubu HC Energie Karlovy Vary. Dne 29. března 2012 jej vedení ČSLH jmenovalo ředitelem extraligy. Funkce se ujal 1. června 2012.

## Sezóny v nejvyšší soutěži
- 1983/84 TJ Škoda Plzeň 6 zápasů
- 1984/85 TJ Škoda Plzeň 15 zápasů
- 1985/86 HC Dukla Jihlava 18 zápasů
- 1986/87 HC Dukla Jihlava 40 zápasů
- 1987/88 TJ Škoda Plzeň 46 zápasů
- 1988/89 TJ Škoda Plzeň 44 zápasů
- 1989/90 TJ Škoda Plzeň 47 zápasů
- 1990/91 TJ Škoda Plzeň 50 zápasů
- 1991/92 HC Škoda Plzeň 41 zápasů
- 1992/93 HC Olomouc 15 zápasů
- 1993/94 HC Olomouc 10 zápasů
- 1996/97 HC ZKZ Plzeň 35 zápasů
- 1997/98 HC Keramika Plzeň 57 zápasů
- 1998/99 HC Keramika Plzeň 57 zápasů
- 1999/00 HC Keramika Plzeň 58 zápasů
- 2000/01 HC Keramika Plzeň 50 zápasů
- 2001/02 HC Keramika Plzeň 58 zápasů
- 2002/03 HC Keramika Plzeň 45 zápasů
- 2003/04 HC Sparta Praha 64 zápasů
- 2004/05 HC Sparta Praha 48 zápasů
- 2005/06 HC Energie Karlovy Vary 45 zápasů
- 2006/07 HC Energie Karlovy Vary 53 zápasů
- 2007/08 HC Energie Karlovy Vary 68 zápasů
- 2008/09 HC Energie Karlovy Vary 65 zápasů
- Celkem k 12.4.2009 - 1035 zápasů